# Fall In Line
 "Fall in Line" là một bài hát của ca sĩ người Mỹ Christina Aguilera trích từ album phòng thu thứ tám Liberation (2018) của cô, với giọng ca khách mời từ ca sĩ người Mỹ Demi Lovato. Nó được phát hành dưới dạng đĩa đơn thứ hai của album vào ngày 16 tháng 5 năm 2018 bởi RCA Records. Aguilera đồng sáng tác bài hát với Johnny Simpson, Mark Williams, Audra Mae, Raul Cubina và Jon Bellion.
"Fall in Line" tập trung vào chủ đề sức mạnh của phụ nữ, được công nhận là một bài ca nữ quyền. Bài hát đã nhận được phản ứng tích cực từ các nhà phê bình âm nhạc, khi họ khen ngợi cách truyền tải giọng hát của Aguilera và Lovato, cũng như lời bài hát và chủ đề truyền cảm hứng cho người nghe. Về mặt thương mại, "Fall in Line" đã không đạt thành tích cao trên các bảng xếp hạng, đạt được vị trí top 40 ở Hungary và các bảng xếp hạng kỹ thuật số của Hy Lạp, Tây Ban Nha và Hoa Kỳ. Để quảng bá, một lyric video đi kèm đã được tải lên kênh YouTube chính thức của Aguilera vào thời điểm phát hành bài hát, sau đó thì video âm nhạc do Luke Gilford đạo diễn tiếp tục được tung ra.
Aguilera cũng đã biểu diễn nó trong một số dịp, bao gồm chương trình Carpool Karaoke thuộc The late late show with James Corden, lễ trao giải Billboard Music Awards 2018, chương trình The Tonight Show Starring Jimmy Fallon và Today Show.
Bài hát đã được đề cử ở hạng mục Trình diễn song tấu hoặc nhóm nhạc Pop xuất sắc nhất tại Lễ trao giải Grammy thường niên lần thứ 61. Đây là đề cử Grammy thứ hai mươi của Aguilera và đề cử Grammy thứ hai của Lovato.

## Bảng xếp hạng
| Bảng xếp hạng (2018)                              | Vị trí cao nhất |
| ------------------------------------------------- | --------------- |
| Canada (Canadian Hot 100)                         | 97              |
| Greece Digital Singles (IFPI Greece)              | 37              |
| Hungary (Single Top 40)                           | 17              |
| Bồ Đào Nha (AFP)                                  | 69              |
| Scotland (OCC)                                    | 56              |
| Tây Ban Nha Spain Digital Singles (PROMUSICAE)    | 21              |
| Thụy Sĩ (Schweizer Hitparade)                     | 86              |
| Anh Quốc (OCC)                                    | 99              |
| Hoa Kỳ Bubbling Under Hot 100 Singles (Billboard) | 1               |
| Hoa Kỳ Digital Song Sales (Billboard)             | 17              |